# Juin 2018
Juin 2018 est le 6e mois de l'année 2018.

## Événements
- 1er juin :
  - le Congrès des députés adopte une motion de censure contre Mariano Rajoy et investit Pedro Sánchez président du gouvernement d'Espagne, il prend ses fonctions le lendemain ;
  - le gouvernement Giuseppe Conte entre en fonctions en Italie.
- 3 juin :
  - élections législatives en Slovénie ;
  - au Guatemala, début d'une éruption du Volcán de Fuego qui fait 215 morts et à peu près autant de disparus ;
  - le naufrage d'un bateau de migrants au large de l'île de Kerkennah, en Tunisie, cause au moins 68 morts et une cinquantaine de disparus, dont une majorité de Tunisiens[1].
- 6 juin : ce drame entraîne le limogeage du ministre de l'intérieur tunisien Lotfi Brahem (remplacé par intérim par le ministre de la Justice Ghazi Jeribi) et de 10 responsables de la sûreté nationale et de la garde nationale[1]
- 7 juin : 
  - élections générales en Ontario (Canada) ;
  - en Espagne, Pedro Sánchez, nouveau président du gouvernement d'Espagne, forme le cabinet le plus féminisé de l'histoire ;
  - la NASA annonce la découverte de molécules organiques sur Mars[2].
- 8 et 9 juin : sommet du G7 à La Malbaie au Québec (Canada).
- 10 juin : votations en Suisse.
- 11 au 16 juin : Festival international du film d'animation d'Annecy 2018.
- 12 juin :
  - sommet entre la Corée du Nord et les États-Unis à Singapour ;
  - après un long débat autour du nom de la Macédoine, un accord entre la Grèce et la Macédoine est trouvé pour que celle-ci prenne le nom officiel de « Macédoine du Nord »[3] ;
  - la FIFA attribue la Coupe du monde de football de 2026 aux États-Unis, au Canada et au Mexique.
- 14 juin :
  - élections législatives aux îles Cook ;
  - début de la coupe du monde de football en Russie, qui dure jusqu'au 15 juillet.
- 15 juin : Les groupes audiovisuels français France Télévisions, TF1 et M6 annoncent la création d'une plateforme commune, intitulée Salto
- 17 juin : Iván Duque est élu au 2e tour de l'élection présidentielle en Colombie.
- 18 juin : 
  - un séisme dans la région d'Osaka (Japon) fait 5 morts.
  - assassinat du rappeur XXXTentacion à Deerfield Beach (États-Unis)
- 21 juin : 
  - visite du pape François à Genève pour célébrer les 70 ans du Conseil œcuménique des Églises, dont le siège est situé au Grand-Saconnex. À l'occasion, une messe rassemblant 40 000 personnes est organisée à Palexpo.
  - Un bolide se désintègre en Russie.
- 23 juin : une équipe de football d'enfants se retrouvent coincés dans la grotte de Tham Luang, au nord de la Thaïlande, ce qui entrainera un sauvetage médiatisé mondialement.
- 24 juin : élections générales en Turquie, Recep Tayyip Erdoğan est réélu président.
- 27 juin :
  - la mission spatiale japonaise Hayabusa 2 atteint l’orbite de l’astéroïde (162173) Ryugu.
  - Michel Moore est nommé chef de la police municipale de Los Angeles.
- 28 et 29 juin : conseil européen à Bruxelles en Belgique.
- 30 juin : l'équipe de France de football bat l'équipe d'Argentine 4 buts à 3 en huitièmes de finale de la Coupe du monde 2018.